# ISO-Oph 102
ISO-Oph 102 – brązowy karzeł o masie ok. 60 mas Jowisza.
Dzięki obserwacjom przy użyciu teleskopu Submillimeter Array udało się ustalić, że brązowe karły takie jak ISO-Oph 102 formują się w taki sam sposób jak normalne gwiazdy, czyli dzięki zapadaniu grawitacyjnemu.